# Monte Ibio

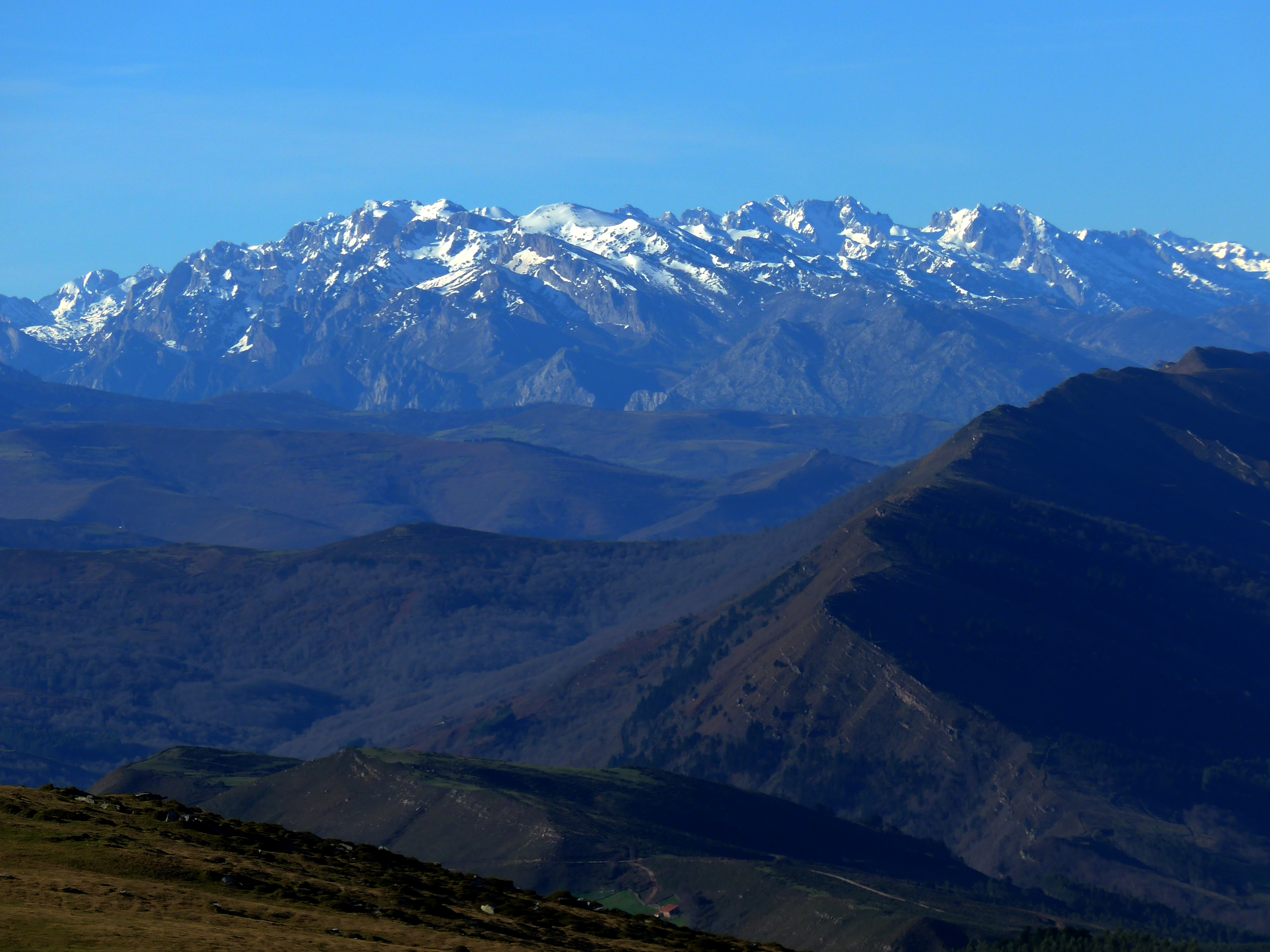
Vista parcial de los macizos oriental y central de Picos de Europa desde el monte Ibio

El monte Ibio o, simplemente, Ibio, también conocido como Altu Ibio es un cerro situado en la prolongación de la sierra del Escudo de Cabuérniga, en el municipio de Mazcuerras, en Cantabria (España). En lo más alto del cerro hay un vértice geodésico, que marca una altitud de 799,20 m s. n. m. en la base del pilar. El pico tiene una prominencia de 365 metros y una relevancia del 33,47%. Muchas son las vías de ascenso a esta montaña con vistas al valle de Buelna y al de Mazcuerras, pero la más fácil es coger la carretera que parte de Riocorvo (municipio de Cartes), ascendiendo hasta el Alto de San Cipriano. Allí se coge una pista que sale a la izquierda, hacia la ermita de San Cipriano y, rebasada esta, sigue ascendiendo por la ladera norte del pico hasta la cumbre. Son poco más de seis kilómetros que físicamente son aptos para recorrer en vehículo todo terreno.
Junto a la citada ermita se encontraron, próximas al altar, dos estelas cántabras gigantes.